# Teufberge
Teufberge entstehen im Steinkohlenbergbau beim Teufen von Schächten. Ihre Zusammensetzung ist abhängig von der Zusammensetzung des Deckgebirges (z. B. Kalkstein, Mergelstein, Ton, Tonstein, Sandstein, Dolomit oder Anhydrit).
Meist sind sie nicht wirtschaftlich nutzbar und werden als Versatzberge wieder im Bergwerk eingebaut oder auf Bergehalden als Abfall entsorgt.